# Wysoka Wąskotorowa
Wysoka Wąskotorowa - dawna wąskotorowa stacja kolejowa Bydgosko-Wyrzyskich Kolei Dojazdowych w Wysokiej, w gminie Wysoka, w Powiecie pilskim, w województwie wielkopolskim. Została oddana do użytku w dniu 21 lutego 1895 roku razem z linią kolejową z Czajcza. Linia kolejowa z Wysokiej Wąskotorowej do Kocik Młyna została otwarta w 1903 roku.